# Laudo limítrofe entre Argentina y Chile de 1902

Mapa de los cambios territoriales surgidos a partir del Laudo de 1902.

El laudo limítrofe entre Argentina y Chile de 1902 fue un arbitraje del Reino Unido que estableció las actuales fronteras entre Argentina y Chile, en el norte y centro de la Patagonia entre las latitudes 40° y 52°S como una interpretación del tratado de límites de 1881.
Como resultado del arbitraje algunos lagos patagónicos se dividieron por una frontera natural, como el lago O'Higgins/San Martín. Además se realizó un referéndum en un valle poblado por colonos galeses, que resultó a favor de la Argentina, en el sector cordillerano de la actual provincia del Chubut. El límite propuesto en el arbitraje era un compromiso entre las preferencias de frontera en disputa de los dos Gobiernos, que no siguieron estrictamente la alineación de los picos más altos, ni la divisoria de aguas, y se publicó en el nombre del rey Eduardo VII del Reino Unido.
El texto del arbitraje, firmado el 20 de noviembre de 1902, se almacena en las Naciones Unidas.

## Antecedentes
El establecimiento permanente de los europeos en el valle inferior del río Chubut y áreas aledañas de la Patagonia Argentina comenzó el 28 de julio de 1865 cuando 153 galeses arribaron a bordo del reconvertido Velero Mimosa, en el sector de Punta Cuevas, cerca de Puerto Madryn.
El Tratado de Límites de 1881 fue firmado en ese año entre la República Argentina y la República de Chile para fijar los límites precisos entre ambas naciones a lo largo de toda su frontera común. Anteriormente, se acordó la aplicación del principio del Uti possidetis iure, para conservar las fronteras las correspondientes de las colonias españolas cuando formaban parte integrante del imperio español como un virreinato, capitanía general o audiencia, para el año 1810. Posteriormente, ambos países pasaron a obrar bajo el concepto de terra nullius intentando crear colonias en tierras no ocupadas por el otro país. Desde entonces se buscaba una demarcación fronteriza factible y que satisficiera los intereses de ambas naciones.

### Rifleros del Chubut

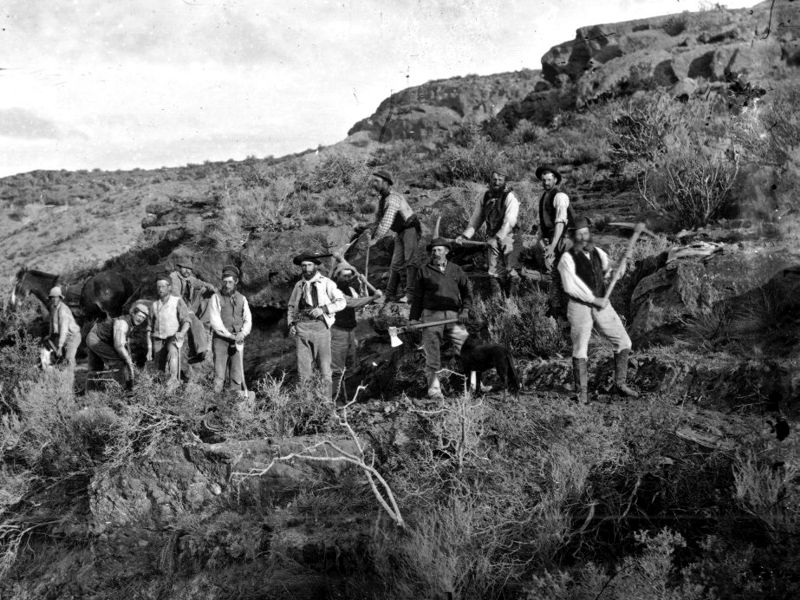
Grupo de hombres ocupados, en 1889, en la construcción del camino que uniría el Valle del Chubut con los Andes, en plena meseta patagónica.

A mediados de la década de 1880, la mayor parte de la buena tierra agrícola en el valle inferior del Chubut habían sido ocupadas, y los colonos montaron una serie de expediciones para explorar otras partes de la Patagonia para buscar más tierra cultivable y, también, encontrar oro. También se buscaba asegurarse la posesión de los valles más ricos de los Andes patagónicos, disputados con Chile. El viaje fue financiado por varios colonos galeses, que contribuyeron con dinero, víveres y caballos.
Para ello, el gobernador del Territorio Nacional del Chubut, Luis Jorge Fontana, el baqueano John Daniel Evans y 30 jinetes (en su mayoría colonos galeses), que recorrieron el interior del territorio chubutense desde el 14 de octubre de 1885 hasta el 1 de febrero de 1886 con la expedición de los Rifleros del Chubut. Durante el recorrido, se descubrieron varios sitos que en años posteriores fueron poblados, como el valle 16 de Octubre y el valle de Sarmiento.
Como consecuencia de la expedición, se realiza la primera descripción completa de la geografía y topónimos del territorio (en el viaje se nombraron muchos sitios). El coronel Fontana entrega al Presidente Julio Argentino Roca el primer mapa oficial del territorio chubutense. Además, fue creada la colonia 16 de Octubre (hoy Trevelin), en la región andina, y una ruta entre el valle del río Chubut y la cordillera. Este valle estaba originalmente asignado como territorio chileno, lo que generó una disputa territorial.

### Pactos de Mayo
El 28 de mayo de 1902 se firmó en Santiago de Chile el Tratado de Equivalencia Naval, Paz y Amistad, denominado también como Pactos de Mayo, con el objetivo de poner fin al conflicto de límites y consolidar la amistad entre ambos países. En el tratado también se hacían referencias a los arbitrajes británicos para los casos de dificultad en la demarcación material de la línea limítrofe entre ambos países.

## Arbitraje británico
Conforme a los Pactos de Mayo, los gobiernos de ambos países solicitaron un laudo de la Corona británica. Diego Barros Arana (de Chile), Sir Thomas Holdich (del Reino Unido) y Francisco Pascasio Moreno (de Argentina) fueron designados representantes de la Comisión de Límites y visitaron los valles andinos patagónicos para hacer observaciones del sitio basados en los escritos presentados anteriormente por las dos partes en el Panel de Arbitraje.

### Referéndum del Valle 16 de Octubre

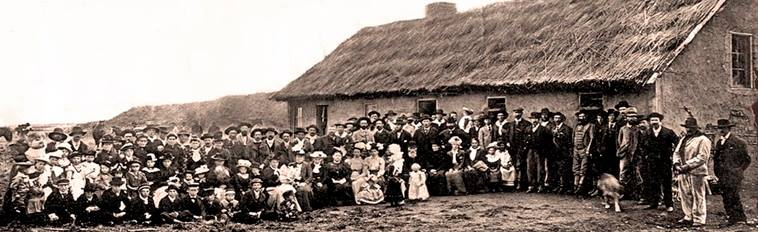
Única fotografía que se conserva del referéndum.

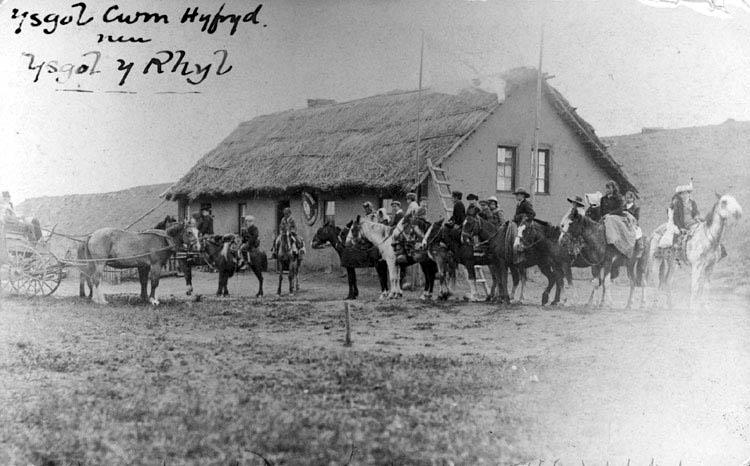
Edificio original de la escuela nacional 18 luciendo el escudo nacional de chapa y la bandera de Argentina.

Posteriormente, los comisionados visitaron Trevelin y recibieron las opiniones de los habitantes de la Colonia del Valle 16 de Octubre. Holdich decidió llevar a cabo un plebiscito entre los habitantes locales (principalmente galeses) el 30 de abril de 1902. Durante tres días, se llevó a cabo la votación en la Escuela Número 18, que había sido fundada en 1895 junto al río Corintos por el gobierno argentino. El laudo arbitral finalmente juzgó en favor de la República Argentina, y Trevelin, Esquel y otros asentamientos adyacentes se incorporaron posteriormente a la provincia de Chubut.
Una investigación realizada por Gustavo De Vera y Jorge Fiori hecha en 1998 y publicada como Vientos de guerra en 2002, coincidiendo con el centenario de la consulta, por la Dirección de Cultura de Trevelin, ha investigado los antecedentes y acontecimientos alrededor del referéndum de 1902. Llegaron a la conclusión de que las opiniones de los habitantes, aunque no era la única determinada, era ciertamente influyente en la fundación de una alineación aceptable para definir los límites en esa parte de la Patagonia.

## Resultados y consecuencias
En algunas áreas, como en el Paso de San Francisco y la Región de Aysén los reclamos chilenos salieron favorecidos en cuanto a los lagos y llanuras al este de los Andes, mientras que en algunas otras áreas prevaleció la postura argentina en su tesis de la cordillera nevada como límite. El rey Eduardo VII asignó de los 94 000 km cuadrados en disputa, 54 000 a Chile y 40 000 a Argentina, que se vio beneficiada con los tres valles más importantes de la zona: Nuevo (hoy El Bolsón y Lago Puelo), Cholila y el valle 16 de Octubre, incluyendo también los actuales parque nacional Los Alerces y parque nacional Lanín.
El área del seno Última Esperanza, en la costa del océano Pacífico, también estuvo disputada. El Laudo Arbitral británico de 1902 favoreció a Chile.
En el mapa del árbitro se usó la cartografía confeccionada por el ingeniero argentino Gunnar Lange, quien confundió el río El Salto con el Encuentro (nombrado en el laudo de 1902), situando el origen de éste último en el cerro de la Virgen, bautizado así por Lange en su mapa. Sin embargo, este río nace del picacho de la Virgen, el cual fue nombrado así posteriormente al cerro homónimo, siendo un factor clave en la disputa, y es El Salto el que nace en el cerro bautizado por Lange.
Luego de la delimitación fronteriza de 1902, el gobierno chileno otorgó grandes extensiones de tierra de la región de Aysén a diversas compañías ganaderas, entre ellas la «Sociedad Industrial de Aysén», la Anglo-Chilean Pastoral Co, y la «Sociedad Explotadora del Baker». Dichas empresas construyeron caminos y establecieron rutas marítimas para comercializar sus productos. También en los años siguientes muchos colonos chilenos se trasladaron desde la Patagonia Argentina hacia valles y áreas limítrofes en el territorio chileno.

## Disputas posteriores
En el área del Campo de hielo Patagónico Sur, las discusiones continuaron posteriormente a 1902. Aún en la actualidad la zona está pendiente de demarcación. Otra región anteriormente disputada fue la laguna del Desierto, resuelta en 1994 en favor de Argentina.